# Edwin Giron
Edwin Giron (* 6. Juni 1999) ist ein philippinischer Leichtathlet, der sich auf den Mittelstreckenlauf spezialisiert hat.

## Sportliche Laufbahn
Erste internationale Erfahrungen sammelte Edwin Giron im Jahr 2018, als er bei den Juniorenasienmeisterschaften in Gifu in 1:56,79 min den siebten Platz im 800-Meter-Lauf belegte. 2022 nahm er an den Südostasienspielen in Hanoi teil und gelangte dort mit 1:58,02 min auf Rang fünf. Im Jahr darauf belegte er bei den Südostasienspielen in Phnom Penh in 4:04,27 min den sechsten Platz im 1500-Meter-Lauf.
2021 wurde Giron philippinischer Meister im 800-Meter-Lauf.

## Persönliche Bestleistungen
- 800 Meter: 1:51,99 min, 26. März 2022 in Pasig City
- 1500 Meter: 3:55,93 min, 22. September 2019 in Capas